# Werner Wagner (Mediziner)
Werner Wagner (* 26. Januar 1904 in Immenstadt; † 24. Januar 1956 in München) war ein deutscher Psychiater und Hochschullehrer.

## Leben
Wagner absolvierte nach der Reifeprüfung ein Medizinstudium an den Universitäten München, Oxford, Dorpat und Heidelberg, das er 1929 mit Staatsexamen beendete. In Heidelberg wurde er 1929 zum Dr. med. promoviert. Anschließend war er Medizinalpraktikant am Hygiene-Institut Heidelberg und der Medizinischen Klinik Düsseldorf. 1931 wurde er Assistent an der Psychiatrischen Universitätsklinik Düsseldorf und 1932 am Hufelandhospital in Berlin.
Als Assistenzarzt wechselte er 1933 an die Universitätsnervenklinik in Breslau, wo er 1935 unter Johannes Lange als Oberarzt tätig wurde. 1936 habilitierte er sich für Neurologie und Psychiatrie an der Universität Breslau und wirkte dort anschließend als Privatdozent. Nach Langes Tod übernahm er 1938 die kommissarische Klinikleitung und vertrat an der Universität Breslau den vakanten Lehrstuhl für Psychiatrie und Neurologie.
Nachdem Werner Villinger 1940 in Breslau auf den Lehrstuhl für Neurologie und Psychiatrie berufen worden war, wechselte Wagner als Oberarzt und Privatdozent unter August Bostroem an die Universitätsnervenklinik Leipzig. Nach Bostroems Wechsel an die Universität Straßburg übernahm Wagner im Oktober 1942 in Leipzig die kommissarische Leitung der Universitätsnervenklinik Leipzig und vertrat den vakanten Lehrstuhl für Psychiatrie und Neurologie bis zum März 1946.
Während des Zweiten Weltkrieges war Wagner, der der NSDAP angehörte, in Leipzig als Oberstabsarzt und ab August 1943 im Wehrkreis IV als beratender Militärpsychiater eingesetzt. Außerdem leitete er das Reservelazarett Rodewisch, wo Kriegsneurotiker mit hochdosiertem galvanischen Strom behandelt wurden.
Nach Kriegsende wurde Wagner entgegen seinen Erwartungen nicht auf den Lehrstuhl für Psychiatrie und Neurologie der Universität Leipzig berufen. Er ging 1946 nach München. Daraufhin widmete er sich auf dem Land zwei Jahre lang der Philosophie. Ab März 1948 war er als Oberarzt an der Universitätsnervenklinik München tätig und ließ sich an die Universität München umhabilitieren. Von 1948 bis 1949 wirkte er als ordentlicher Professor für Psychiatrie und Neurologie an der Universität München. Wagner lehnte 1949 einen Ruf an die Universität zu Köln ab und übernahm stattdessen im selben Jahr den Posten des Direktors am Klinischen Institut der Deutschen Forschungsanstalt für Psychiatrie, die im März 1954 als Max-Planck-Institut für Psychiatrie in die Max-Planck-Gesellschaft eingegliedert wurde. Im Juli 1954 wurde er in Personalunion ärztlicher Direktor der Heckerschen Kindernervenklinik. Er forschte insbesondere zur klinisch-psychologischen Hirnpathologie und beschäftigte sich mit methodologischen sowie philosophischen Fragestellungen der Psychiatrie. Wagner starb im Januar 1956 infolge eines Herzinfarkts.

## Mitgliedschaften
- Wissenschaftliches Mitglied der Max-Planck-Gesellschaft (1951)[1]
- Mitglied des wissenschaftlichen Rates der Max-Planck-Gesellschaft (1952)[1]
- Mitglied des akademischen Senats der Universität München (1951–1955)[1]

## Schriften (Auswahl)
- Untersuchung der bakteriziden Bestandteile des Bac. Pyocyaneus, Dissertation an der Universität Heidelberg 1929
- Grundlagenforschung durch Psychiatrie, in: Jahrbuch 1954 der Max-Planck-Gesellschaft zur Förderung der Wissenschaften, Max-Planck-Gesellschaft, Göttingen 1955, Seite 241–266.
- Versuche zu einer geisteswissenschaftlich fundierten Psychiatrie, Berlin 1957